# Cupa României 1951
Der Cupa României in der Saison 1951 war das 14. Turnier um den rumänischen Fußballpokal. Sieger wurde zum dritten Mal in Folge CCA Bukarest, das sich im Finale am 8. November 1951 gegen den Zweitligisten Flacăra Mediaș durchsetzen und damit zum ersten Mal das Double gewinnen konnte.

## Modus
Die Klubs der Divizia A stiegen erst in der Runde der letzten 32 Mannschaften ein und mussten zunächst auswärts antreten. Es wurde jeweils nur eine Partie ausgetragen. Stand diese nach 90 Minuten unentschieden, folgte eine Verlängerung von 30 Minuten. Falls danach noch immer keine Entscheidung gefallen war, zog die Gastmannschaft in die nächste Runde ein.

## Sechzehntelfinale
| Datum         |                               | Ergebnis             |                        |
| ------------- | ----------------------------- | -------------------- | ---------------------- |
| 27. Juni 1951 | Locomotiva Arad               | 1:4 (1:2)            | Flamura Roșie UT Arad  |
|               | Metalul Arad                  | 1:2 (1:2)            | Locomotiva Timișoara   |
|               | Flamura Roșie Buhuși          | 1:0 (1:0)            | Locomotiva Iași        |
|               | Locomotiva Cluj               | 0:3 (0:1)            | Dinamo Orașul Stalin   |
|               | Locomotiva Constanța          | 1:2 (0:2)            | Dinamo Bukarest        |
|               | CSA Craiova                   | 1:0 n. V.            | Flacăra Petroșani      |
|               | Locomotiva Galați             | 0:9 (0:4)            | CCA Bukarest           |
|               | Spartac Giurgiu               | 0:7 (0:1)            | Locomotiva Bukarest    |
|               | Flacăra Mediaș                | 2:1 (1:1)            | Știința Cluj           |
|               | Flamura Roșie Pitești         | 0:3 (0:3)            | Flacăra Bukarest       |
|               | Flacăra Poiana Câmpina        | 4:3 n. V. (3:3, 2:1) | Metalul Bukarest       |
|               | Metalul Reșița                | 1:1 (1:1)            | Știința Timișoara      |
|               | Locomotiva Satu Mare          | 0:2 (0:0)            | Progresul Oradea       |
|               | Flamura Roșie Sfântu Gheorghe | 2:0 (1:0)            | Locomotiva Târgu Mureș |
|               | Metalul Tohan                 | 0:2 (0:2)            | Metalul Sibiu          |
|               | Locomotiva Oradea             | 13:1 (1:1) 1         | CSU Cluj               |

## Achtelfinale
| Datum        |                               | Ergebnis             |                       |
| ------------ | ----------------------------- | -------------------- | --------------------- |
| 1. Juli 1951 | Flamura Roșie Buhuși          | 1:8 (0:7)            | CCA Bukarest          |
|              | CSU Cluj                      | 2:1 (0:0)            | Progresul Oradea      |
|              | Flacăra Mediaș                | 3:1 (1:0)            | Flamura Roșie UT Arad |
|              | Flacăra Poiana Câmpina        | 1:1 n. V. (1:1, 0:0) | Locomotiva Bukarest   |
|              | Flamura Roșie Sfântu Gheorghe | 0:1 (0:0)            | Dinamo Orașul Stalin  |
|              | Metalul Sibiu                 | 6:2 n. V. (2:2, 0:0) | CSA Craiova           |
|              | Știința Timișoara             | 4:0 (2:0)            | Locomotiva Timișoara  |
| 4. Juli 1951 | Flacăra Bukarest              | 3:2 (1:0)            | Dinamo Bukarest       |

## Viertelfinale
| Datum              |                      | Ergebnis  |                  |
| ------------------ | -------------------- | --------- | ---------------- |
| 5. September 1951  | CCA Bukarest         | 2:1 (1:0) | Metalul Sibiu    |
|                    | Locomotiva Bukarest  | 0:1 (0:1) | Flacăra Mediaș   |
|                    | Dinamo Orașul Stalin | 2:0 (1:0) | CSU Cluj         |
| 12. September 1951 | Știința Timișoara    | 1:0 (1:0) | Flacăra Bukarest |

## Halbfinale
| Datum            |                | Ergebnis             |                      |
| ---------------- | -------------- | -------------------- | -------------------- |
| 24. Oktober 1951 | Flacăra Mediaș | 2:0 (0:0)            | Dinamo Orașul Stalin |
| 1. November 1951 | CCA Bukarest   | 3:1 n. V. (0:0, 0:0) | Știința Timișoara    |

## Finale
| Paarung        | CCA Bukarest – Flacăra Mediaș |
| Ergebnis       | 3:1 n. V. (1:1, 0:0) |
| Datum          | 8. November 1951 |
| Stadion        | Stadionul Republicii, Bukarest |
| Zuschauer      | 25.000 |
| Schiedsrichter | Gheorghe Ionescu (Orașul Stalin) |
| Tore           | 1:0 Nicolae Drăgan (49.) 1:1 A. Coman (71.) 2:1 Nicolae Drăgan (111.) 3:1 Petre Moldoveanu (112.) |
| CCA Bukarest   | Ion Voinescu, Vasile Zavoda, Alexandru Apolzan, Ștefan Rodeanu, Ștefan Balint, Tiberiu Bone, Petre Moldoveanu, Nicolae Roman, Nicolae Drăgan, Francisc Zavoda, Petre Bădeanțu Cheftrainer: Gheorghe Popescu |
| Flacăra Mediaș | Ioan Varday, Mihai Luca, Szabó, Victor Dumitrescu, Molnar, Ion Costea, Iuliu Pop, Ioan Papay, Șarlea (A. Coman), Szasz, T. Moldoveanu Cheftrainer: Ștefan Dobay                                             |